# Куршумлия-Баня
Куршумлия-Баня (серб. Куршумлијска Бања) — город в Сербии в общине Куршумлия, Топличский округ. Согласно переписи 2011 года, население составляло 106 человек.
Город располагается в 30 километрах от Куршумлии. Также является оздоровительным центром и центром отдыха.